# Науково-дослідні та дослідно-конструкторські роботи
Науково-дослідні та дослідно-конструкторські роботи (акронім НДДКР) — сукупність робіт, спрямованих на отримання нових знань та їхнє практичне застосування при створенні нового виробу або технології.

## Загальні зауваги
НДДКР (в англійській мові використовується термін «Research & Development» (R&D)), який включає: Науково-дослідні роботи (НДР) — роботи пошукового, теоретичного та експериментального характеру, що виконуються з метою визначення технічної можливості створення нової техніки в певні терміни. НДР поділяються на фундаментальні (одержання нових знань) і прикладні (застосування нових знань для розв'язання конкретних задач) дослідження.
Дослідно-конструкторські роботи (ДКР) і технологічні роботи (ТР) — комплекс робіт з розробки конструкторської та технологічної документації на дослідний зразок виробу, виготовлення та випробування дослідного зразка виробу, які виконуються за технічним завданням.

## Виконання НДДКР
Привила виконання НДР описані в ДСТУ 3973-2000 «Система розроблення та поставлення продукції на виробництво. Правила виконання науково-дослідних робіт», ДКР - в ДСТУ 3974-2000 «Система розроблення та поставлення продукції на виробництво. Правила виконання дослідно-конструкторських робіт».

### Етапи НДДКР
Процес виконання НДДКР може складатися з однієї або декількох стадій. В науково-технічній діяльності під стадією (етапом) розуміється сукупність робіт, що характеризується ознаками їх самостійного планування та фінансування, спрямована на отримання передбачених результатів і підлягає відокремленого приймання. Кожен окремий етап може бути самостійним результатом інтелектуальної діяльності, факт впровадження якого не залежить від моменту закінчення робіт в цілому. В залежності від життєвого циклу виробів, можуть бути виділені такі типові етапи НДДКР:
Дослідження
- Проведення досліджень, розробка технічної пропозиції (аванпроєкту);
- Розробка технічного завдання на дослідно-конструкторські (технологічні) роботи.

Розробка
- Розробка ескізного проєкту;
- Розробка технічного проєкту;
- Розробка робочої конструкторської документації на виготовлення дослідного зразка;
- Виготовлення дослідного зразка;
- Проведення випробувань дослідного зразка;
- Відпрацювання документації
- Затвердження робочої конструкторської документації для організації промислового (серійного) виробництва виробів.

Постачання продукції на виробництво та експлуатація
- Коригування конструкторської документації по виявленим прихованим недолікам;
- Розробка експлуатаційної документації.

Ремонт
- Розробка робочої конструкторської документації на проведення ремонтних робіт.

Зняття з виробництва
- Розробка робочої конструкторської документації на утилізацію.

### Приклад етапів виконання ДКР
Порядок етапів виконання ДКР на оптико-електронний прилад:
1. Вивчення наявних виробів подібного типу
2. Вивчення елементної бази придатною для побудови необхідного вироби
3. Вибір елементної бази
4. Розробка оптичної схеми прототипу вироби
5. Розробка структурної електричної схеми прототипу вироби
6. Розробка ескізів корпусу вироби
7. Узгодження з замовником фактичних технічних характеристик і зовнішнього вигляду виробу
8. Розробка електричної принципової схеми вироби
9. Вивчення виробничої бази та можливостей виробництва друкованих плат
10. Розробка тестової друкованої плати вироби
11. Розміщення замовлення на виготовлення тестової друкованої плати вироби
12. Розміщення замовлення на постачання елементної бази для виготовлення виробу
13. Розміщення замовлення на пайку тестової друкованої плати вироби
14. Розробка тестового кабелю вироби
15. Виготовлення тестового кабелю вироби
16. Випробування тестової друкованої плати вироби
17. Написання програмного забезпечення для тестової друкованої плати виробу та комп'ютера
18. Вивчення виробничої бази та можливостей виробництва оптичних елементів
19. Розрахунок оптичних елементів вироби з урахуванням можливостей виробництва
20. Вивчення виробничої бази та можливостей виробництва пластмасових корпусів, металевих елементів і метвиробів
21. Розробка конструкції корпусу оптичного боксу вироби з урахуванням можливостей виробництва
22. Розміщення замовлення на виготовлення оптичних елементів і корпусу оптичного боксу вироби
23. Дослідна збірка оптичного боксу вироби з підключенням тестової друкованої плати
24. Випробування режимів роботи тестової друкованої плати вироби та оптичного боксу
25. Корекція програмного забезпечення, принципової схеми та параметрів оптичної частини виробу, з метою отримання заданих параметрів
26. Розробка корпусу вироби
27. Розробка друкованої плати за фактичними розмірами корпусу вироби
28. Розміщення замовлення на виготовлення корпусу прототипу вироби
29. Розміщення замовлення на виготовлення друкованої плати прототипу вироби
30. Розпайка та програмування друкованої плати вироби
31. Фарбування корпусу прототипу вироби
32. Виготовлення кабелю прототипу вироби
33. Остаточна збірка прототипу вироби
34. Тестування всіх параметрів і надійності роботи прототипу вироби
35. Написання технології виробництва вироби
36. Написання інструкції користувача до виробу
37. Передача технічної документації, програмного забезпечення і прототипу вироби замовнику з підписанням документів про закінчення контракту

## Складання та оформлення звітів з НДР
Див. також Оформлення результатів наукової роботи
Складання та оформлення звітів з науково-дослідної роботи проводиться у відповідності до вимог ДСТУ 3008-95 «Документація. Звіти у сфері науки і техніки. Структура і правила оформлення». Цей стандарт поширюється на звіти про роботи (дослідження, розроблення) або окремі етапи робіт, що виконуються у сфері науки і техніки.
Стандарт установлює загальні вимоги до побудови, викладення та оформлення звітів про будь-які науково-дослідні, дослідно-конструкторські і дослідно-технологічні роботи. Стандарт може бути застосований також до таких документів, як дисертації, річні звіти, посібники тощо.
Згідно зі стандартом звіт з НДР умовно поділяється на такі структурні одиниці: вступну частину; основну частину; додатки.
Вступна частина містить такі структурні елементи: титульний аркуш; список авторів; реферат; зміст; перелік умовних позначень, символів, одиниць, скорочень і термінів; передмову.
Основна частина містить такі структурні елементи: вступ; суть звіту; висновки; рекомендації; перелік посилань.
Додатки розміщують після основної частини звіту.

## Статистичні дані
Витрати на НДДКР (в % від ВНП)
| Країна          | Витрати на НДДКР | Витрати на НДДКР | Витрати на НДДКР |
| --------------- | ---------------- | ---------------- | ---------------- |
| Країна          | 1967             | 1984             | 2013             |
| Франція         | 2,1              | 2,2              |                  |
| Німеччина       | 2                | 2,5              |                  |
| Японія          | 1,5              | 2,6              |                  |
| СРСР            | 2,9              | 3,9              | 1,14Росія        |
| Велика Британія | 2,3              | 2,4              |                  |
| США             | 2,8              | 2,6              |                  |

Витрати на НДДКР (в млн дол. США)
| Країна          | Витрати на НДДКР | Витрати на НДДКР |
| --------------- | ---------------- | ---------------- |
| Країна          | 1993             | 1995             |
| Німеччина       | 2321             | 3976             |
| Швейцарія       | 2524             | 3088             |
| Велика Британія | 2295             | 2479             |
| Японія          | 1781             | 1867             |
| Франція         | 1204             | 1644             |
| Канада          | 1666             | 1396             |
| Нідерланди      | 691              | 838              |
| Швеція          | 200              | 807              |
| Південна Корея  | 55               | 372              |
| Всього          | 14618            | 17666            |

Кількість наукових працівників (тис. осіб)
| Країна          | Витрати на НДДКР | Витрати на НДДКР |
| --------------- | ---------------- | ---------------- |
| Країна          | 1993             | 1995             |
| Німеччина       | 19,2             | 20,8             |
| Швейцарія       | 14,7             | 14,4             |
| Велика Британія | 20,0             | 19,1             |
| Японія          | 11,8             | 12,5             |
| Франція         | 9,3              | 10,0             |
| Канада          | 10,3             | 11,1             |
| Нідерланди      | 6,3              | 6,3              |
| Швеція          | н/д              | н/д              |
| Південна Корея  | н/д              | н/д              |
| Всього          | 105              | 108              |

Згідно з даними дослідницького інституту Battelle Memorial Institute, у 2011 році світові витрати на НДДКР виростуть на 3,6 % і складуть 1,2 трлн доларів США.
Перше місце за обсягом НДДКР займають США (382,6 млрд; 2,7 % від обсягу власного ВВП)
Друге місце займе Китай (153,7 млрд; 1,4 % ВВП)
Третє місце належить Японії (144,1 млрд; 3,3 % ВВП)
Замикає десятку світових лідерів Росія (23,1 млрд; 1 % ВВП)
 Довідково:
В СРСР обсяг внутрішніх витрат на НДДКР становив 5 % ВВП.
У списку країн, що інвестують в науку, Росія стоїть на 29 місці, відстаючи від Європейського союзу в 12 разів, від Китаю — в 6,4 рази, від Індії — в 1,5 рази. 70 % грошей в науку у РФ вкладає бюджет, решту — бізнес; в провідних країнах світу — навпаки.
Структура фінансування за всіма видами НДДКР в 1985 р.
| Види дослідницьких робіт          | СРСР   | США  | Японія |
| --------------------------------- | ------ | ---- | ------ |
| Фундаментальні дослідження        | 12,8 % | 14 % | 13 %   |
| Прикладні дослідження             | 60,3 % | 22 % | 25 %   |
| Дослідно-конструкторські розробки | 26,9 % | 64 % | 62 %   |

Джерела фінансування НДДКР в США
| Федеральний бюджет | Приватні компанії | Університети |
| ------------------ | ----------------- | ------------ |
| 35 %               | 60 %              | 5 %          |

Структура приватного інвестування в НДДКР в США
| Пенсійні фонди і страхові компанії | Засоби корпорацій | Інші |
| ---------------------------------- | ----------------- | ---- |
| 55 %                               | 10 %              | 35 % |

## Держава та R&D
в 2007 р. Урядом Росії було прийнято рішення про виділення на період до 2010 р. 130 млрд руб. на розвиток нанотехнологій — найбільш перспективного на сьогодні напрямку НДДКР.
У ряді країн уряди матеріально підтримують навіть ті НДДКР, що проводяться приватними компаніями. Так, у Німеччині 50 % вартості НДДКР приватних компаній оплачуються з державного бюджету.